# Ospizio dei Convalescenti e Pellegrini
L'Ospizio dei Convalescenti e Pellegrini è stato un ospizio annesso alla Chiesa della Santissima Trinità dei Pellegrini di Roma.

## Storia

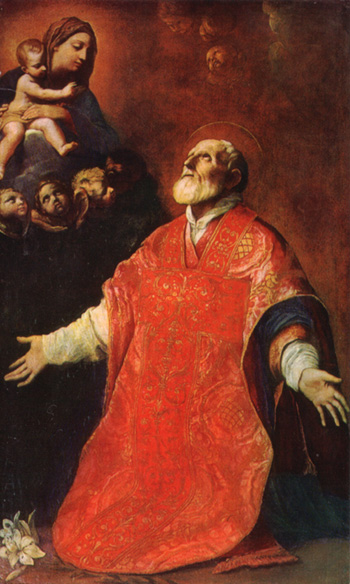
San Filippo Neri

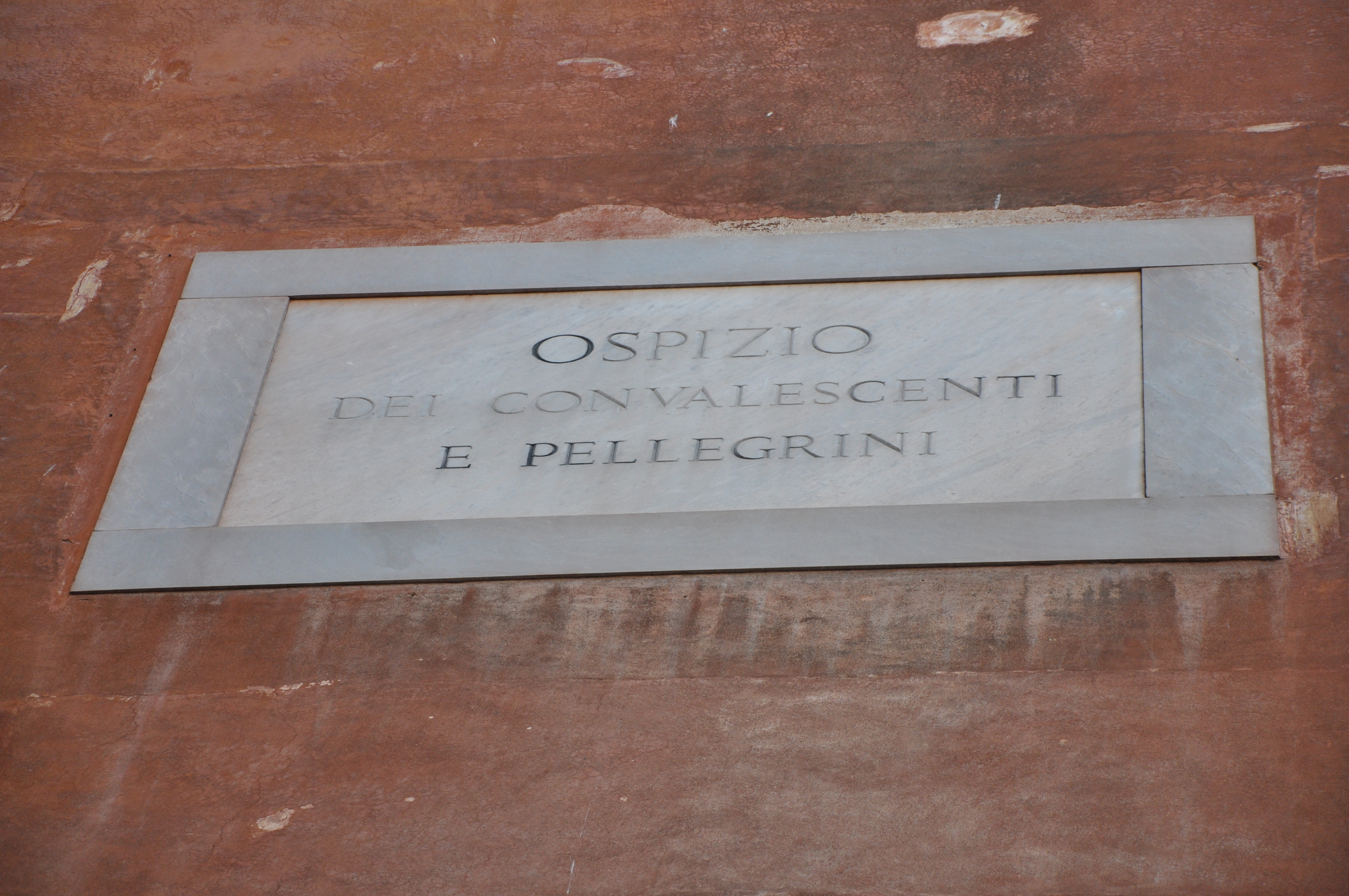
Insegna storica dell'Ospizio dei Convalescenti e Pellegrini

Nel 1540, per iniziativa di Filippo Neri, un gruppo di laici iniziò a riunirsi nella chiesa romana di San Girolamo alla Carità per portare avanti iniziative caritatevoli. La forte crescita del numero degli associati spinse Neri a dare uno status canonico alla sua associazione, e papa Paolo III la riconobbe come Confraternita della Santissima Trinità del Sussidio. Per il giubileo del 1550, la confraternita si assunse l'onere di ospitare presso una propria casa i pellegrini, con particolare riguardo per coloro che giungevano da più lontano.
Terminato l'anno santo, il sodalizio rivolse le proprie cure ai malati poveri che, dimessi dagli ospedali cittadini, non avevano un luogo dove passare la convalescenza. Nel 1558 papa Paolo IV assegnò ad esso l'uso perpetuo della chiesa di San Benedetto in Arenula, edificio menzionato già in un documento di papa Urbano III del 1186, che versava in condizioni molto precarie; nel 1559 la confraternita acquistò nei dintorni della chiesa una casa da adibire ad ospedale-ospizio. Il giubileo del 1575 vide ospitati nelle strutture della Confraternita più di 180 000 persone. Quando papa Gregorio XIII nel 1579 donò definitivamente la chiesa alla confraternita, essa possedeva numerose case e immobili nella zona. Dato che la chiesa versava in pessime condizioni, la confraternita decise di demolirla e di ricostruirla ex novo: la prima pietra fu posta il 26 febbraio 1587, la solenne consacrazione avvenne il 12 giugno 1616, dopo alterne fasi di ferventi lavori e di stasi, con il nome di Santissima Trinità e San Benedetto. Molte parti dell'edificio, come la cupola e la facciata, e diversi annessi furono portati a termine nei decenni successivi.
A causa delle frequenti divergenze tra il parroco di San Benedetto e la confraternita, nel 1601 la parrocchia fu soppressa e fatta rientrare nella giurisdizione di quella di San Lorenzo in Damaso.
Dopo il giubileo del 1575 in cui la confraternita iniziò la propria opera di cura per i pellegrini e, negli gli anni santi successivi la chiesa della Trinità e il suo ospizio continuarono ad essere il fulcro dell'accoglienza religiosa a Roma, ospitando fino a 400.000 persone, fino ancora al giubileo del 1825.
Nel 1848 Pio IX, contrario alla guerra d'Indipendenza, fuggì dallo Stato Pontificio. Roma dunque indette le elezioni e, nel 1849, proclamò qui la Repubblica contro la quale Pio IX richiese e ottenne l'intervento militare della Francia: essa pertanto assediò Roma e, infine, la conquistò con grande spargimento di sangue, consegnandola al Papa ai primi di luglio 1849. Durante l'assedio francese, l'Ospedale dei Pellegrini ospitò la sede del Comitato di Soccorso pei Feriti, formalmente diretto da padre Alessandro Gavazzi, ma di fatto condotto dalla principessa Cristina Trivulzio di Belgiojoso. Facevano parte del Comitato altre donne di valore come Giulia Bovio Paulucci de Calboli, Giulia Calame Modena, Enrichetta di Lorenzo Pisacane e la giornalista americana Margaret Fuller Ossoli e molte altre che coordinavano donne di ogni condizione che su vari turni assistevano i feriti. L'Ospedale dei Pellegrini durante tutto l'assedio assistette più di 1500 feriti, tra i quali il patriota genovese Goffredo Mameli che, ferito a una gamba il 3 giugno e, amputato troppo tardi, morì di gangrena ai primi di luglio.
A causa dei rivolgimenti politici dello Stato Pontificio e della Roma dei primi anni del Regno d'Italia che videro la soppressione degli anni santi del 1850 e 1875, la confraternita perse la sua specificità ospedaliera, e la chiesa della Trinità rimase un semplice luogo di culto come altri in città.